# هیدروهالوژن‌زدایی

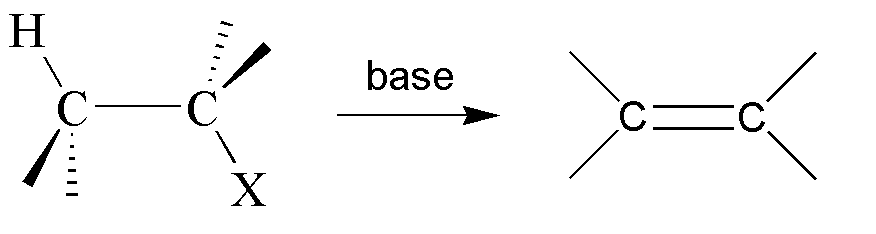
هیدروهالوژن‌زدایی یک هالوآلکان به منظور تولید یک آلکن

هیدروهالوژن‌زدایی یک واکنش حذفی است که طی آن یک یک پیش‌ماده حاوی یک اتم هالوژن و یک اتم هیدروژن در موقعیت مجاور آن، با حذف یک گروه هیدروژن هالید، منجر به تشکیل یک پیوند غیراشباع می‌شود. این واکنش معمولاً با سنتز آلکنها مورد استفاده قرار می‌گیرد، با این‌حال کاربرد آن فقط محدود به تهیه آلکن‌ها نیست، و در شیمی سنتزی به‌طور وسیع‌تری مورد استفاده قرار می‌گیرد

## هیدروهالوژن‌زدایی از آلکیل هالیدها
به‌طور سنتی، آلکیل هالیدها پیش‌ماده اصلی و مناسب برای انجام یک واکنش هیدروهالوژن‌زدایی به شمار می‌روند. آلکیل هالید مورد نظر باید توانایی تشکیل یک آلکن را داشته باشد و برهمین اساس مواردی مانند متیل و یا آریل هالیدها پیش‌ماده مناسبی برای این واکنش محسوب نمی‌شوند.